# Sauris rhododactyla
Sauris rhododactyla là một loài bướm đêm trong họ Geometridae.